# Musikjahr 1895
Liste der Musikjahre

◄◄ | ◄ | 1891 | 1892 | 1893 | 1894 | Musikjahr 1895 | 1896 | 1897 | 1898 | 1899 | ► | ►►

Weitere Ereignisse
Dieser Artikel behandelt das Musikjahr 1895.

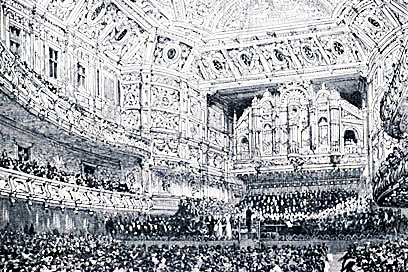
Queen’s Hall in London

## Ereignisse
- 10. August: In London wird das erste Promenadenkonzert in der Queen’s Hall aufgeführt. Dirigent ist Henry Wood.

### Instrumentalmusik
- Léon Boëllmann: Suite Gothique
- Johannes Brahms: Klarinettensonaten op. 120 Nr. 1, Uraufführung am 11. Januar und op. 120 Nr. 2 am 8. Januar im Bösendorfer-Saal in Wien
- Samuel Coleridge-Taylor: Fünf Fantasiestücke, op. 5
- Antonín Dvořák: Amerikanische Suite (Orchesterfassung) op. 98b; Streichquartett As-Dur op. 105; Streichquartett G-Dur op. 106
- August Klughardt: Violinkonzert D-Dur op. 68
- Franz Lehár: Il Guado
- Gustav Mahler: Die Uraufführung der ersten drei Sätze der 2. Sinfonie findet am 4. März in Berlin statt, die gesamte Sinfonie wird am 13. Dezember ebenfalls in Berlin uraufgeführt, beide Aufführungen mit Mahler als Dirigent. Solistinnen sind Josefine von Artner und Hedwig Felden. Es spielen die Berliner Philharmoniker. Das Werk erlebt einen überwältigenden Erfolg.
- John Philip Sousa: King Cotton (Marsch)
- Johann Strauss (Sohn): Trau, schau, wem! (Walzer) op. 463; Herrjemineh (Polka) op. 464; Gartenlaube-Walzer op. 461; Klug Gretelein (Walzer) op. 462
- Charles-Marie Widor: Symphonie gothique c-Moll, op. 70
- Carl Michael Ziehrer: Wo meine Wiege stand, Walzer op. 468

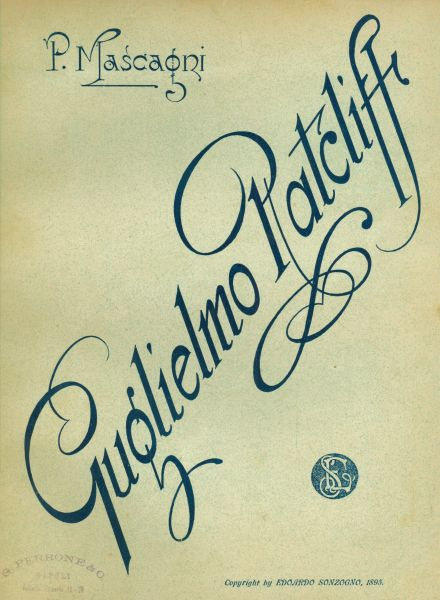
Pietro Mascagni – Guglielmo Ratcliff – Titelblatt des Originallibrettos

### Musiktheater
- 15. Januar: Die bis heute maßgebliche Inszenierung von Pjotr Iljitsch Tschaikowskis Ballett Schwanensee des kaiserlichen Balletts in der Choreographie von Marius Petipa und Lew Iwanow wird am Mariinski-Theater in Sankt Petersburg aufgeführt. Die Choreografie ist von Marius Petipa und Lew Iwanow.

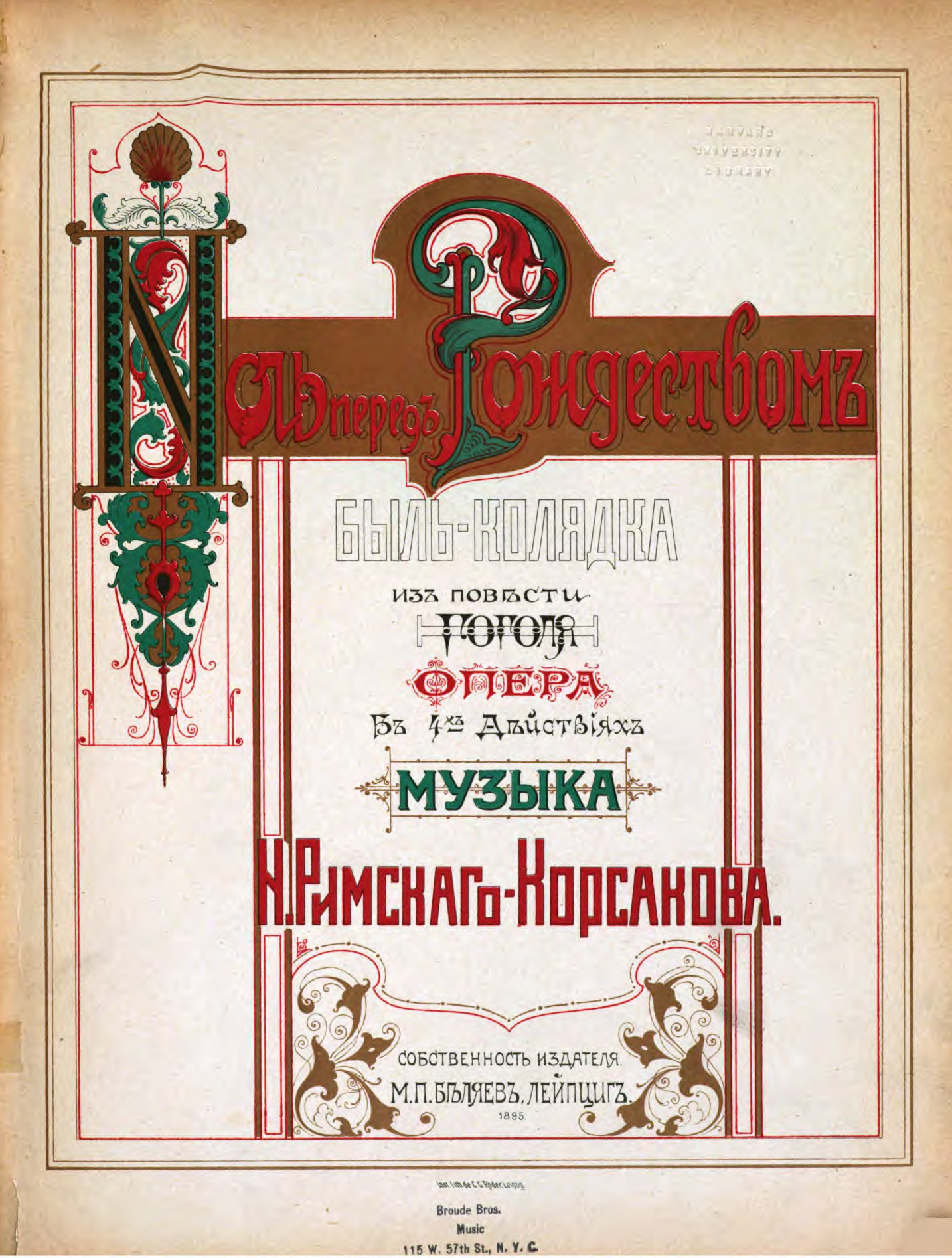
Nikolai Rimski-Korsakow – Die Nacht vor Weihnachten – Titelblatt des Klavierauszugs

- 08. Februar: Uraufführung der Oper La montagne noire von Augusta Holmès (Musik und Libretto) im Palais Garnier der Pariser Oper.
- 16. Februar: Am Teatro alla Scala di Milano in Mailand hat die Oper Guglielmo Ratcliff (William Ratcliff) von Pietro Mascagni ihre Uraufführung.
- 25. März: Die Uraufführung der Oper Silvano von Pietro Mascagni findet am Teatro alla Scala di Milano in Mailand statt.
- 01. April: Die komische Oper La Vivandière von Benjamin Godard wird nach dem Tod des Komponisten an der Opéra-Comique in Paris uraufgeführt.
- 02. April: Die Oper Der arme Heinrich von Hans Pfitzner nach der gleichnamigen Verserzählung von Hartmann von Aue wird am Staatstheater Mainz uraufgeführt.
- 01. März: Die Oper in drei Akten Bouře von Zdeněk Fibich auf das Libretto von Jaroslav Vrchlický wird im Nationaltheater in Prag uraufgeführt.
- 04. Mai: Das musikalische Schauspiel Der Evangelimann von Wilhelm Kienzl, angeregt von einer Erzählung aus Leopold Florian Meissners Buch Aus den Papieren eines Polizeikommissärs, hat seine Uraufführung in Berlin.
- 06. Mai: Richard Strauss beendet in München die Reinschrift der Tondichtung Till Eulenspiegels lustige Streiche mit einer Widmung an Arthur Seidl. Uraufgeführt wird das Stück am 5. November im Gürzenich zu Köln mit dem Städtischen Gürzenich-Orchester unter Leitung von Franz Wüllner.
- 04. Oktober: Uraufführung der Operette Das Modell des im Mai 1895 verstorbenen Franz von Suppè im Carltheater in Wien
- 28. November: Uraufführung der Oper Ghismonda von Eugen d’Albert in Dresden
- 04. Dezember: Uraufführung der Operette Waldmeister von Johann Strauss (Sohn) im Theater an der Wien in Wien
- 10. Dezember: Nikolai Rimski-Korsakows Oper Notsch pered Roschdestwom (Die Nacht vor Weihnachten) hat ihre Uraufführung im Mariinski-Theater in Sankt Petersburg.
- 18. Dezember: Uraufführung der Oper Frédégonde von Ernest Guiraud (Musik) mit einem Libretto von Louis Gallet in der Pariser Oper.
- 19. Dezember: Engelbert Humperdinck: Die sieben Geislein (Singspiel)

## Geboren

### Januar bis Juni

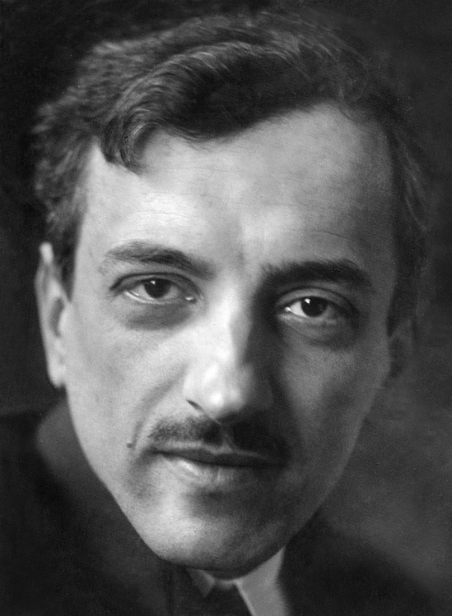
Borys Ljatoschynskyj; * 3. Januar

- 03. Januar: Borys Ljatoschynskyj, ukrainischer Komponist († 1968)
- 05. Januar: Albert Marier, kanadischer Sänger († 1971)
- 06. Januar: Tomás Terán, spanisch-brasilianischer Pianist und Klavierpädagoge († 1964)

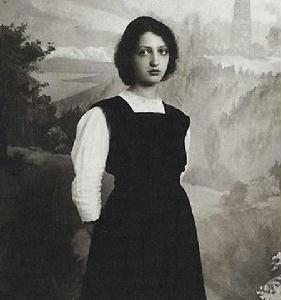
Clara Haskil; * 7. Januar

- 07. Januar: Clara Haskil, rumänische Pianistin († 1960)
- 12. Januar: Melitta Amerling, österreichische Opernsängerin († unbekannt)
- 13. Januar: Abraham Binder, US-amerikanischer Komponist († 1966)
- 16. Januar: Kurt Pfister, deutscher Schriftsteller, Ministerialbeamter, Kunsthistoriker und Musikwissenschaftler († 1951)
- 20. Januar: Eva Jessye, US-amerikanische Chordirigentin und Komponistin († 1992)
- 06. Februar: María Teresa Vera, afro-kubanische Singer-Songwriterin, Gitarristin und Komponistin († 1965)
- 07. Februar: Irving A. Aaronson, US-amerikanischer Jazz-Pianist und Bandleader († 1963)
- 10. Februar: Edmond Gaujac, französischer Komponist und Musikpädagoge († 1962)
- 17. Februar: Rudolf Schäfke, deutscher Musikwissenschaftler und Musikpädagoge († 1945)
- 23. Februar: Kyriena Siloti, US-amerikanische Musikpädagogin († 1989)
- 24. Februar: Nat W. Finston, US-amerikanischer Komponist und Dirigent († 1979)
- 25. Februar: Henri Martelli, französischer Komponist († 1980)
- 02. März: Léon Destroismaisons, kanadischer Organist, Komponist und Musikpädagoge († 1980)
- 04. März: Bjarne Brustad, norwegischer Geiger, Bratscher und Komponist († 1978)
- 07. März: Juan José Castro, argentinischer Komponist († 1968)
- 09. März: Isobel Baillie, schottische Sopranistin († 1983)
- 21. März: Emilio Capacetti, puerto-ricanischer Sänger († 1983)
- 22. März: Carlos Vicente Geroni Flores, argentinischer Geiger, Pianist, Bandleader und Tangokomponist († 1953)
- 30. März: Edwin Lester, US-amerikanischer Theaterproduzent († 1990)
- 03. April: Mario Castelnuovo-Tedesco, italienischer Komponist († 1968)
- 03. April: Sister Mary Leo, neuseeländische Nonne, katholischen Glaubens und Musik- und Gesangslehrerin († 1989)
- 04. April: Hans Bode, deutscher Trompeter und Hochschullehrer († 1980)
- 09. April: Rudolf Kattnigg, österreichischer Komponist, Pianist und Dirigent († 1955)
- 14. April: Wiktor Łabuński, polnisch-amerikanischer Komponist, Pianist und Musikpädagoge († 1974)
- 16. April: Mischa Mischakoff, Geiger und Musikpädagoge ukrainischer Herkunft († 1981)
- 22. April: František Korte, tschechischer Komponist († 1962)
- 26. April: William Kincaid, US-amerikanischer Flötist und Hochschullehrer († 1967)
- 27. April: Pedro Rebolledo, panamaischer Komponist († 1963)
- 29. April: Malcolm Sargent, englischer Dirigent († 1967)
- 01. Mai: Leo Sowerby, US-amerikanischer Komponist († 1968)
- 12. Mai: Carl Hartmann, deutscher Tenor († 1969)
- 16. Mai: Emanuel Kaláb, tschechischer Militärkapellmeister, Dirigent und Komponist († 1982)
- 19. Mai: Albert Hay Malotte, US-amerikanischer Musiker, Komponist († 1964)
- 24. Mai: Sofija Nikolajewna Beljajewa-Eksempljarskaja, russische bzw. sowjetische Musikwissenschaftlerin, Psychologin und Hochschullehrerin († 1973)
- 28. Mai: Yvonne Hubert, kanadische Pianistin und Musikpädagogin († 1988)
- 08. Juni: Séverin Moisse, kanadischer Pianist, Komponist und Musikpädagoge († um 1965)
- 08. Juni: Friedrich Schwarz, österreichischer Komponist und Textdichter († 1933)
- 13. Juni: Antonio Mesa, dominikanischer Sänger († 1949)
- 16. Juni: Jean Belland, französischer Cellist und Musikpädagoge († 1965)
- 17. Juni: Slavko Osterc, slowenischer Komponist († 1941)
- 17. Juni: Sam Wooding, US-amerikanischer Jazz-Pianist, -Arrangeur und -Bandleader († 1985)
- 20. Juni: Georg Kniestädt, deutscher Violinist († 1948)
- 21. Juni: Felix von Dombrowski, österreichischer Sänger, Bühnen- und Filmschauspieler († 1954)
- 28. Juni: Kazimierz Sikorski, polnischer Komponist († 1986)
- 29. Juni: Berthe Trümpy, Schweizer Tänzerin und Tanzpädagogin († 1983)

### Juli bis Dezember
- 05. Juli: Gordon Jacob, englischer Komponist, Dirigent, Arrangeur und Musiklehrer († 1984)

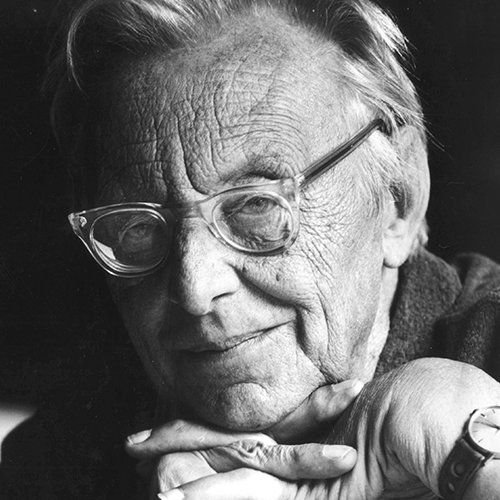
Carl Orff; * 10. Juli

- 10. Juli: Carl Orff, deutscher Komponist († 1982)

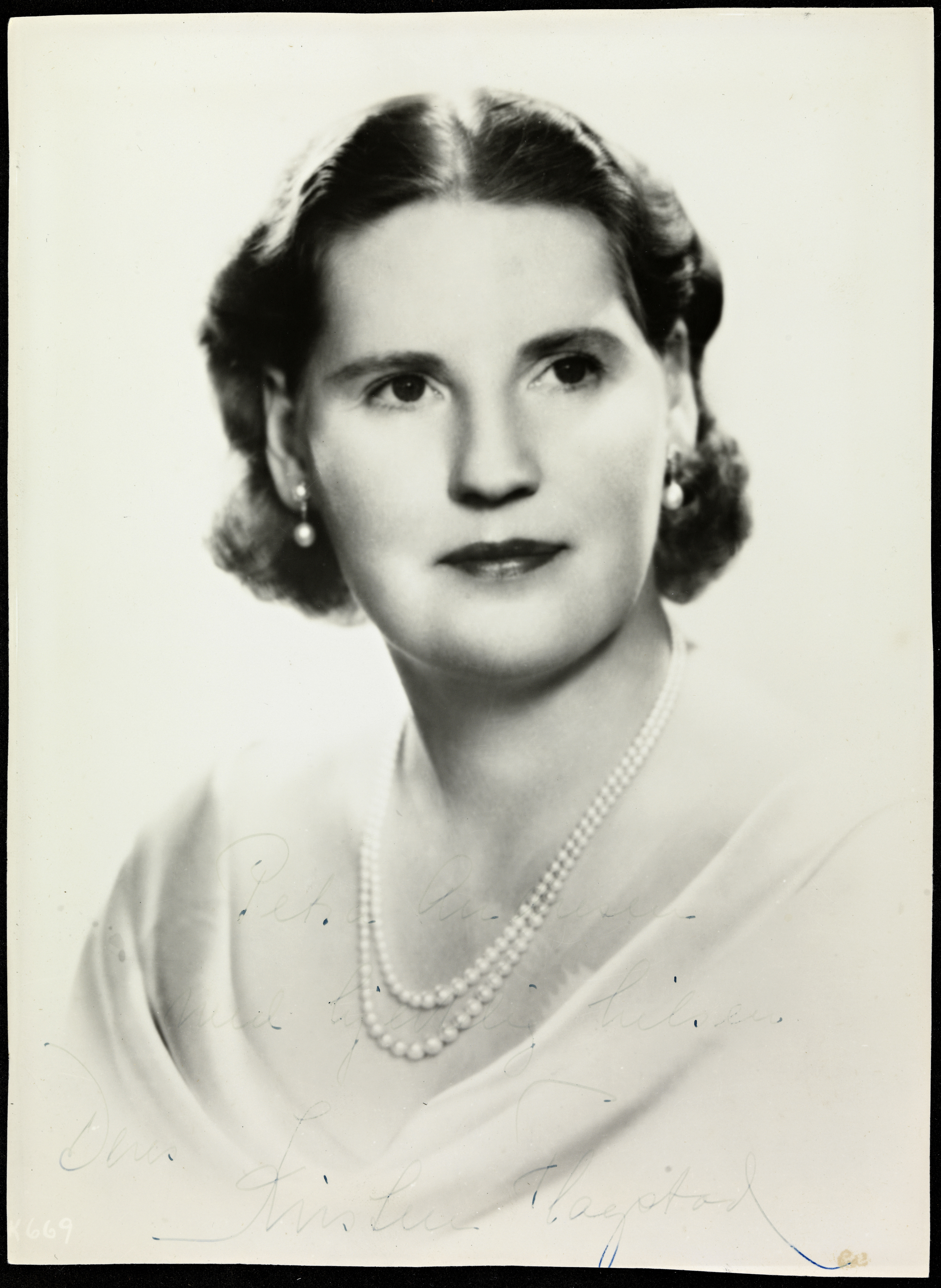
Kirsten Flagstad; * 12. Juli

- 12. Juli: Kirsten Flagstad, norwegische Sängerin (Sopran) († 1962)

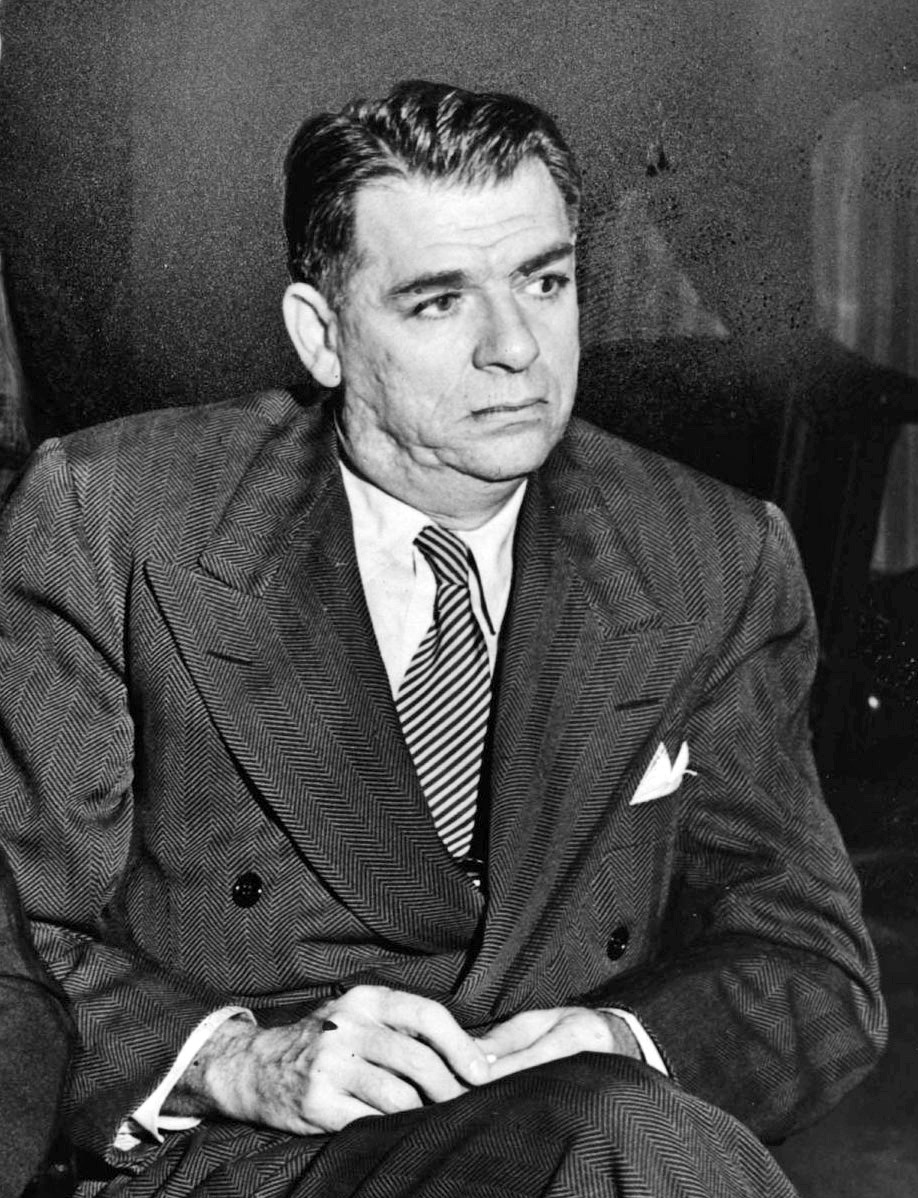
Oscar Hammerstein; * 12. Juli

- 12. Juli: Oscar Hammerstein, US-amerikanischer Produzent und Musicalautor († 1960)
- 13. Juli: Bradley Kincaid, US-amerikanischer Folk- und Old-Time-Musiker († 1989)
- 15. Juli: Elsa Varena, deutsche Opernsängerin (Sopran) († 1971)
- 17. Juli: Marta Canales, chilenische Geigerin, Pianistin, Chorleiterin und Komponistin († 1986)
- 22. Juli: Karl Kraus, deutscher Organist und Musikpädagoge († 1967)
- 22. Juli: Hans Rosbaud, österreichischer Dirigent († 1962)
- 24. Juli: Nora Duesberg, österreichische Violinistin und Konzertmeisterin († 1982)
- 30. Juli: Juan Carlos Marambio Catán, argentinischer Tangosänger, -dichter und -komponist und Schauspieler († 1973)
- 31. Juli: Helmut Westermann, deutsch-baltischer Komponist († 1967)
- 05. August: Mildred Adair, US-amerikanische Pianistin, Organistin, Musikpädagogin und Komponistin († 1943)
- 06. August: Ernesto Lecuona, kubanischer Komponist und Musiker († 1963)
- 12. August: Peter Hoenselaers, deutscher Opernsänger und Theaterintendant († 1966)
- 12. August: Walter „Kid“ Smith, US-amerikanischer Old-Time-Musiker († 1977)
- 16. August: Jacinto Guerrero, spanischer Komponist († 1951)

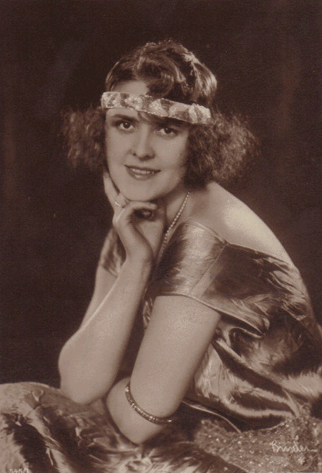
Liane Haid; * 16. August

- 16. August: Liane Haid, österreichische Schauspielerin und Sängerin († 2000)
- 20. August: Otto Strobel, deutscher Archivar und Musikwissenschaftler († 1953)
- 21. August: Armand Gagnier, kanadischer Klarinettist und Dirigent († 1952)
- 22. August: Paul White, US-amerikanischer Komponist, Dirigent, Geiger und Musikpädagoge († 1973)
- 30. August: Julius Reimsbach, deutscher Orgelbauer († 1970)
- 03. September: Noah Lewis, US-amerikanischer Musiker († 1961)
- 05. September: Meta Seinemeyer, deutsche Sängerin († 1929)
- 14. September: Eugène Daignault, kanadischer Schauspieler und Sänger († 1960)
- 15. September: Aurelio Giorni, italienisch-amerikanischer Pianist und Komponist († 1938)
- 16. September: Karol Rathaus, polnischer Komponist († 1954)
- 18. September: Earl Sponable, US-amerikanischer Tontechniker († 1977)
- 28. September: Wassili Wassiljewitsch Netschajew, sowjetrussischer Pianist, Komponist und Musikpädagoge († 1956)
- 29. September: Clarence Ashley, US-amerikanischer Old-Time- und Folksänger († 1967)
- 08. Oktober: Lautaro García, chilenischer Maler, Sänger und Dramatiker († 1982)
- 09. Oktober: Carl McKinley, US-amerikanischer Komponist († 1966)
- 11. Oktober: Jakov Gotovac, kroatischer Komponist und Dirigent († 1982)
- 14. Oktober: Edna Hicks, US-amerikanische Bluessängerin († 1925)
- 21. Oktober: Shukichi Mitsukuri, japanischer Komponist († 1971)
- 01. November: Kurt Albrecht, deutscher Komponist († 1971)
- 04. November: Fritz Oberdörffer, US-amerikanischer Musikwissenschaftler deutscher Herkunft († 1979)
- 05. November: Walter Gieseking, deutscher Pianist und Komponist († 1956)
- 12. November: Paul Emerich, austroamerikanischer Musiker († 1977)
- 12. November: Luis Emilio Mena, dominikanischer Komponist und Musiker († 1964)
- 15. November: Enrique Delfino, argentinischer Tangopianist und -komponist, Schauspieler und Humorist († 1967)

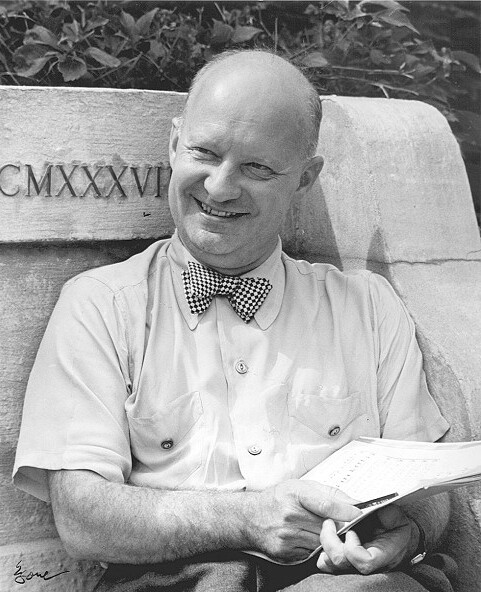
Paul Hindemith; * 16. November

- 16. November: Paul Hindemith, deutscher Komponist und Musiker († 1963)
- 17. November: Katie Crippen, US-amerikanische Entertainerin und Blues-Sängerin († 1929)
- 18. November: Lindley Evans, australischer Pianist, Musikpädagoge und Komponist († 1982)
- 18. November: Ernst Levy, Schweizer Komponist, Pianist, Chorleiter, Musikpädagoge und -wissenschaftler († 1981)

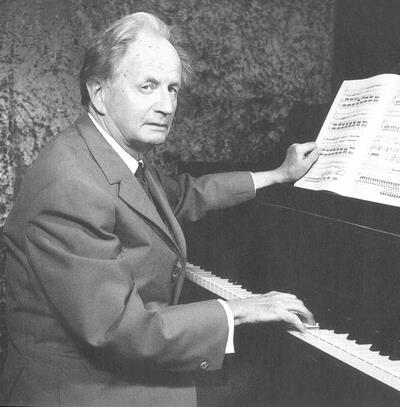
Wilhelm Kempff; * 25. November

- 25. November: Wilhelm Kempff, deutscher Pianist und Komponist († 1991)
- 26. November: Clär Weglein, deutsche Musikpädagogin († 1973)
- 27. November: Nico Dostal, österreichischer Operetten- und Filmmusikkomponist († 1981)
- 28. November: José Iturbi, spanischer Dirigent, Komponist, Pianist und Schauspieler († 1980)
- 30. November: Johann Nepomuk David, österreichischer Komponist († 1977)
- 02. Dezember: Georges Dandelot, französischer Komponist († 1975)
- 06. Dezember: Henriëtte Bosmans, niederländische Komponistin († 1952)
- 11. Dezember: Sascha Jacobsen, US-amerikanischer Geiger und Musikpädagoge († 1972)
- 20. Dezember: Fritz Windisch, deutscher Brauwissenschaftler und Musikredakteur († 1961)
- 27. Dezember: Siegfried Arno, deutscher Schauspieler, Komiker, Sänger und Tänzer († 1975)
- 27. Dezember: Hans Oser, Schweizer Dirigent, Chorleiter und Komponist († 1951)
- 00. Dezember: José Rodríguez Carballeira, spanischer Pianist († 1954)

### Genaues Geburtsdatum unbekannt
- Rafael Gálvez Bellido, spanischer Violinist, Pianist, Musikpädagoge und Komponist († 1951)
- William Lawrence, US-amerikanischer Pianist, Sänger und Musikpädagoge († 1981)
- Franz Rosenberger, rumäniendeutscher Komponist und Militärmusiker († 1967)

### Geboren um 1895
- Bertha Idaho, US-amerikanische Bluessängerin († unbekannt)
- Gregoire Nakchounian, belarussischer Jazz- und Unterhaltungsmusiker (Klarinette, Saxophon, Orchesterleitung) († unbekannt)
- Joseph Ernest Zivelli, US-amerikanischer Geiger, Komponist und Dirigent († 1983)

## Gestorben

### Todesdatum gesichert
- 10. Januar: Benjamin Godard, französischer Komponist (* 1849)

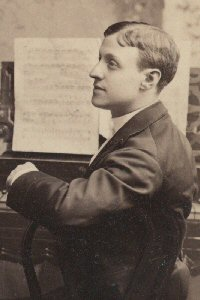
Edward Solomon; † 22. Januar

- 22. Januar: Edward Solomon, englischer Komponist und Dirigent (* 1855)
- 02. Februar: Adoniram Judson Gordon, US-amerikanischer Baptistenpastor, Kirchenliedkomponist und Schulgründer (* 1836)
- 04. Februar: Faustina Hasse Hodges, US-amerikanische Komponistin und Organistin (* 1823)
- 08. Februar: Martha Schroeder, deutsche Pianistin (* 1857)
- 15. Februar: Jules Erlanger, französischer Komponist (* 1830)
- 25. Februar: Ignaz Lachner, deutscher Komponist und Dirigent (* 1807)
- 07. März: Aloys Kunc, französischer Komponist und Organist (* 1832)
- 25. März: Alfons Szczerbiński, polnischer Komponist und Musikpädagoge (* 1858)
- 05. April: Ludwig Rotter, österreichischer Organist und Komponist (* 1810)
- 15. April: Emilio Wilhelm Ramsøe, dänischer Komponist und Dirigent (* 1837)
- 21. April: Eduard Schläger, deutscher Publizist (* 1828)
- 27. April: Josef Porkert, tschechischer Hersteller von Klavierrahmen (* 1828)

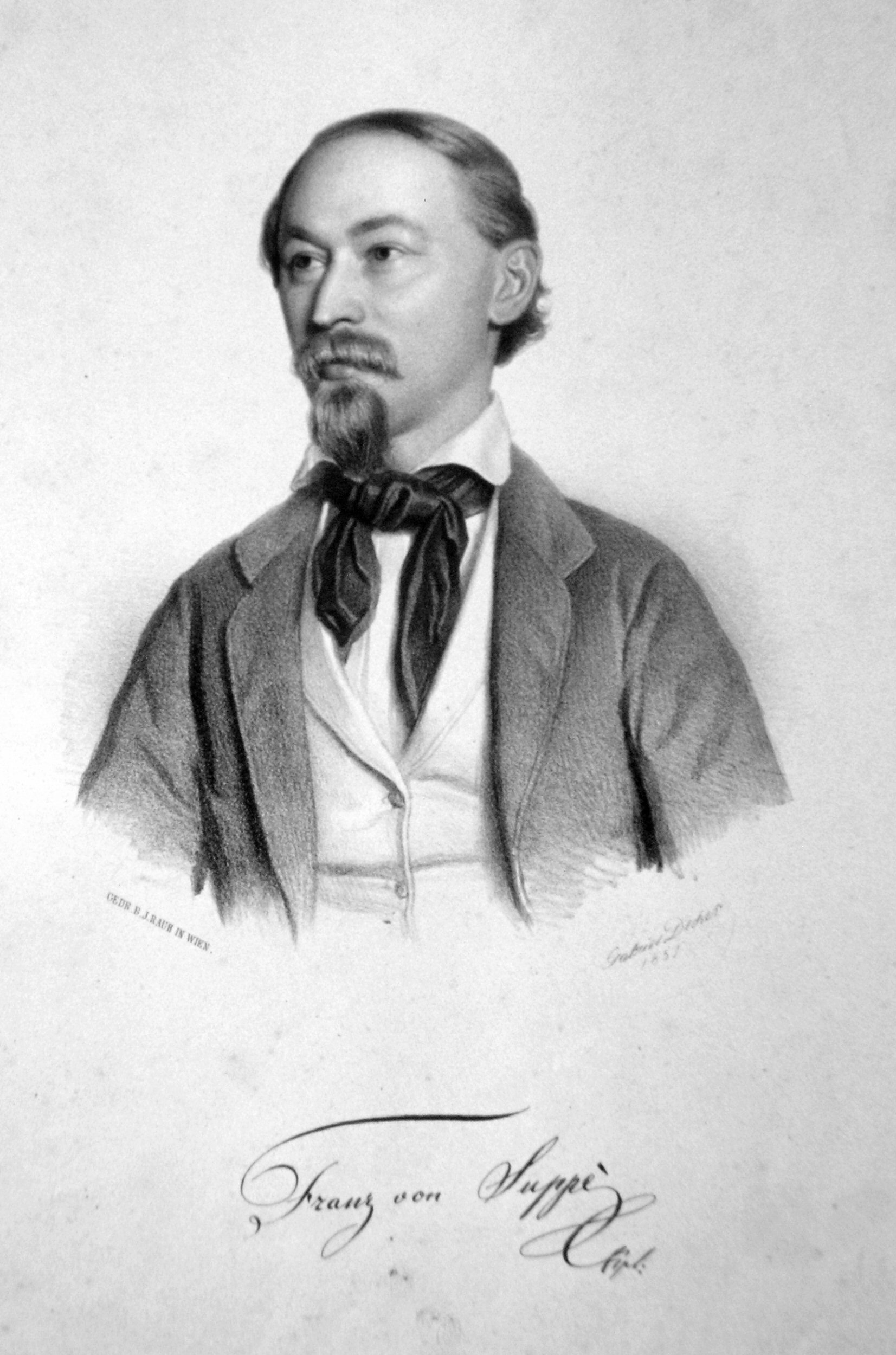
Franz von Suppè; † 21. Mai

- 21. Mai: Franz von Suppè, österreichischer Komponist und Autor (* 1819)
- 08. Juni: Albrecht Blumenstengel, deutscher Komponist, Violinist, Arrangeur und Herausgeber (* 1835)
- 15. Juni: Richard Genée, österreichischer Librettist, Bühnenautor und Komponist (* 1823)
- 08. Juli: Alessandro Busi, italienischer Komponist und Musikpädagoge (* 1833)
- 15. Juli: Teresa Brambilla, italienische Opernsängerin (* 1813)
- 24. Juli: Joseph-Henri Altès, französischer Flötist und Komponist (* 1826)
- 01. August: Josefine Jurik, österreichische Zitherspielerin und Schriftstellerin (* 1857)
- 05. August: Lida Bendemann, Freundin von Clara Schumann (* 1821)
- 06. August: George Frederick Root, US-amerikanischer Komponist und Musikpädagoge (* 1820)
- 08. August: Josef Neugebauer, österreichischer Figuren-, Bildnis- und Stilllebenmaler sowie Komponist (* 1810)
- 13. August: Ludwig Abel, deutscher Violinist und Komponist (* 1835)
- 04. September: Émile Bouichère, französischer Organist (* 1861)
- 06. September: Ludwig Dosse, deutscher Opernsänger (Bariton) (* 1834)

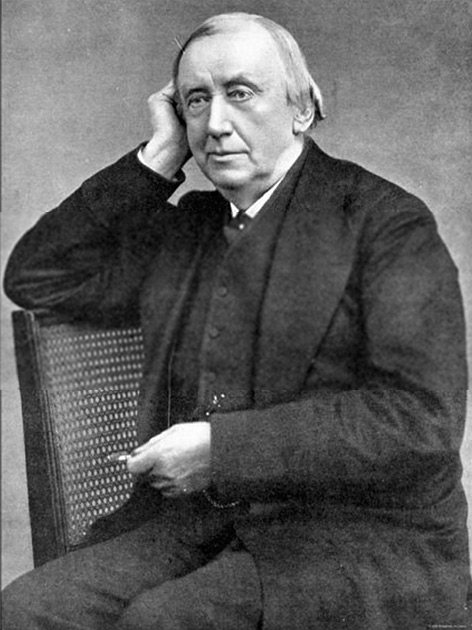
Charles Hallé; † 25. Oktober

- 07. September: August Gemünder, US-amerikanischer Geigenbauer deutscher Herkunft (* 1814)
- 15. September: Jan Kleczyński, polnischer Pianist, Komponist, Musikkritiker und Musikpädagoge (* 1837)
- 03. Oktober: Samuel David, französischer Komponist (* 1836)
- 12. Oktober: Cecil Frances Alexander, irische Dichterin von Kirchenliedern (* 1818)
- 25. Oktober: Charles Hallé, deutscher Pianist und Dirigent (* 1819)
- 01. November: Aleksander Zarzycki, polnischer Komponist, Pianist und Dirigent (* 1834)
- 12. November: Pierre-Edmond Hocmelle, französischer Organist und Komponist (* 1824)
- 26. November: Lucy Escott, US-amerikanische Sängerin (* 1828)
- 26. November: Gustav Jensen, deutscher klassischer Violinist, spätromantischer Komponist und Musikpädagoge (* 1843)
- 09. Dezember: Karl Appel, deutscher Violinist und Komponist (* 1812)

### Genaues Todesdatum unbekannt
- Johann Rödl, deutscher Orgelbauer (* 1818)
- Eugénie de Santa-Coloma, französische Komponistin und Sängerin (* 1827)